# Volta a Castelló
La Volta a Castelló és una competició ciclista per etapes que es disputa a la Província de Castelló al País Valencià. Està reservada a ciclistes amateurs i sub-23.

## Palmarès
| Any  | Vencedor            | Segon                   | Tercer                    |
| ---- | ------------------- | ----------------------- | ------------------------- |
| 1983 | Ignacio Fandos      |                         |                           |
| 1984 | Álvaro Fernández    |                         |                           |
| 1985 | José Claramunt      | Marino Alonso           |                           |
| 1986 | Corrado Donadio     | Jésus Arambarri         | Federico García Melia     |
| 1987 | Uwe Preissler       |                         | Steffen Blochwitz         |
| 1988 | Pascal Kohlvelter   |                         |                           |
| 1989 | Ivan Parolin        |                         |                           |
| 1990 | Joaquín Martínez    |                         |                           |
| 1991 | Juan Rodrigo Arenas | David García Marquina   |                           |
| 1992 | Peter Kant          |                         |                           |
| 1993 | Oleg Kastchenko     | Casper van der Meer     | Patrick Jonker            |
| 1994 | Martin Rittsel      | Casper van der Meer     | Ginés Salmerón            |
| 1995 | Martin Rittsel      | Niklas Axelsson         | Pasi Hokkanen             |
| 1996 | Jacob Viladoms      | Pasi Hokkanen           | Antonio Civantos          |
| 1997 | Tomás Valls         |                         |                           |
| 1998 | Marc Prat           |                         |                           |
| 1999 | Juan Gomis          |                         |                           |
| 2000 | Roberto Lozano      |                         |                           |
| 2001 | Miquel Alandete     | Eligio Requejo          | Roger Lucia               |
| 2002 | Héctor Guerra       |                         |                           |
| 2003 | Samuel Soto         | Joaquín Gil             | Vicente Ballester         |
| 2004 | Antonio López       | Fredrik Modin           | Raúl García de Mateos     |
| 2005 | Pedro Martínez      | Antonio de Jesús García | Ángel Vázquez Iglesias    |
| 2006 | Samuel Soto         | Luis Amarán             | Álvaro Argiró             |
| 2007 | Fabien Fraissignes  | Jordi Berenguer         | Francisco Javier Martínez |
| 2008 | Sergi Escobar       | David Belda             | Alexander Ryabkin         |
| 2009 | Ibon Zugasti        |                         |                           |
| 2010 | Fabien Fraissignes  | Antonio Olmo Menacho    | David Belda               |
| 2011 | José Belda          | Jorge Martín Montenegro | Dario Gadeo               |
| 2012 | Josep Betalú        | Guillermo Lana          | José Belda                |
| 2013 | Josep Betalú        | José de Segovia         | Iván Martínez             |
| 2014 | Arnau Solé          | Elías Vega              | Roberto Mediero           |
| 2015 | Diego Tirilonte     | Fernando Barceló        | Marco Altur               |
| 2016 | Sergio Vega         | Héctor Carretero        | Rubén Montoya             |
| 2017 | Álvaro Cuadros      | Lucas De Rossi          | Javier Gil                |